# 메트로이드: 아더 M
《메트로이드: 아더 M》은 닌텐도 SPD와 팀 닌자가 개발하고 닌텐도가 배급한 Wii용 액션 어드벤처 게임이다. 《메트로이드》 시리즈 시간대상 《슈퍼 메트로이드》와 《메트로이드 퓨전》 사이에 위치한 작품이다. 우주 현상금 사냥꾼 사무스 아란이 주인공으로, 그의 전 상사 아담 말고비치를 포함한 연방군 대대와 동행해 조난신호을 따라 외딴 우주기지에 임무를 수행하러 가다가 겪은 사건을 다뤘다. 북미에서 2010년 8월 31일 처음 출시됐다.
《메트로이드》 시리즈 프로듀서 사카모토 요시오가 팀 닌자와 협력해 개발했으며 게임 내 컷신은 애니메이션 스튜디오 D-로켓이 맡았다. 현대 유저층을 고려해 직관적인 조작법과 복합적인 서사를 도입한 것이 특징이다. Wii 리모트를 이용한 3인칭 시점으로 주로 게임플레이가 진행되며 원거리와 근거리를 오가는 유동적인 전투를 선보였다.
발매 당시 《메트로이드: 아더 M》은 음악, 게임플레이와 인상깊은 분위기로 대체적으로 긍정적인 반응을 받았으나 게임 내 컷신들과 사무스 아란에 대한 인물묘사에 대해서 혹평을 받았다. 2016년 Wii U 닌텐도 e숍을 통해 재발매됐다.

## 개발
《메트로이드: 아더 M》의 개발은 닌텐도, 팀 닌자, D-로켓 세 회사의 인원 100여 명 가량이 모인 '프로젝트 M'가 맡았다. 전체 개발기간은 3년 가량이었다.

## 반응
《메트로이드: 아더 M》은 리뷰 애그리게이터 웹사이트 메타크리틱에서 79/100점을 기록해 "대체적으로 긍정적인 평가"를 받았다.

### 내용주
1. ↑  영어: Metroid: Other M, 일본어: メトロイド アザーエム

### 참조주
1. ↑  Casamassina, Matt (2009년 6월 4일). “E3 2009: Metroid: Other M Heavy on Action and Story”. 《IGN》. 2015년 4월 5일에 원본 문서에서 보존된 문서. 2009년 6월 6일에 확인함.
2. ↑  Deam, Jordan (2009년 6월 2일). “Nintendo, Team Ninja Collaborate on Metroid: Other M”. 《The Escapist》. 2015년 4월 14일에 원본 문서에서 보존된 문서. 2009년 6월 2일에 확인함.
3. ↑  “Iwata Asks: Metroid: Other M Vol. 1 - The Collaboration”. Nintendo of Europe. 2015년 7월 14일에 원본 문서에서 보존된 문서. 2015년 7월 14일에 확인함.
4. 1 2  “Metroid Other M for Wii Reviews”. 《Metacritic》. CBS Interactive. 2010년 8월 27일에 원본 문서에서 보존된 문서. 2010년 8월 28일에 확인함.
5. ↑  Haywald, Justin (2010년 8월 27일). “Metroid Other M Review”. 《1UP.com》. 2015년 4월 4일에 원본 문서에서 보존된 문서. 2011년 3월 25일에 확인함.
6. ↑  “Metroid Other M review”. 2010년 8월 27일. 2018년 11월 2일에 원본 문서에서 보존된 문서. 2011년 3월 2일에 확인함.
7. ↑  “Metroid: Other M Review”. 《Edge》 (Future plc). 2010년 9월 3일. 2012년 4월 26일에 원본 문서에서 보존된 문서. 2016년 4월 11일에 확인함.
8. ↑  Donlan, Christian (2010년 8월 27일). “Metroid Other M Review”. 《EuroGamer》. 2010년 8월 30일에 원본 문서에서 보존된 문서. 2010년 8월 28일에 확인함.
9. ↑  Gifford, Kevin (2010년 8월 25일). “Famitsu Rates Metroid: Other M”. 《1UP.com》. 2015년 6월 27일에 원본 문서에서 보존된 문서. 2010년 9월 1일에 확인함.
10. ↑  Heppe, Abbie (2010년 8월 27일). “Metroid: Other M Review”. G4. 2010년 9월 10일에 원본 문서에서 보존된 문서. 2010년 9월 2일에 확인함.
11. ↑  Kollar, Phil (2010년 8월 27일). “Nintendo's Team Ninja Team-Up Robs Metroid Of Its Character”. 《Game Informer》. 2010년 9월 2일에 원본 문서에서 보존된 문서. 2010년 9월 2일에 확인함.
12. ↑  Vore, Bryan (2010년 8월 24일). “Game Informer Australia's Metroid: Other M Review Different Than U.S. Version”. 《Game Informer》 (GameStop). 2010년 8월 27일에 원본 문서에서 보존된 문서. 2010년 9월 2일에 확인함.
13. ↑  Kim, Tae K. (2010년 8월 27일). “GamePro Metroid: Other M review”. 《GamePro》. 2010년 9월 2일에 원본 문서에서 보존된 문서. 2010년 8월 27일에 확인함.
14. ↑  McShea, Tom (2010년 8월 27일). “GameSpot Metroid: Other M review”. 《GameSpot》. 2015년 4월 18일에 원본 문서에서 보존된 문서. 2014년 8월 5일에 확인함.
15. ↑  Scott, Ryan (2010년 8월 31일). “GameSpy: Metroid: Other M review”. GameSpy. 2014년 8월 24일에 원본 문서에서 보존된 문서. 2010년 10월 23일에 확인함.
16. ↑  Elston, Brett (2010년 8월 27일). “Metroid: Other M super review”. GamesRadar. 2024년 8월 17일에 원본 문서에서 보존된 문서. 2010년 9월 1일에 확인함.
17. ↑  《Metroid Other M Review》. 《GameTrailers》 (Defy Media). 2021년 11월 17일에 원본 문서 (video)에서 보존된 문서. 2016년 5월 25일에 확인함.
18. ↑  Harris, Craig (2010년 8월 27일). “Metroid: Other M Review”. 《IGN》. 2010년 9월 3일에 원본 문서에서 보존된 문서. 2010년 10월 23일에 확인함.
19. ↑  “Metroid Other M Review”. 2015년 1월 3일에 원본 문서에서 보존된 문서. 2010년 9월 1일에 확인함.
20. ↑  Scullion, Chris (2010년 9월 1일). “Metroid: Other M review”. 《Official Nintendo Magazine》. Future Publishing, LTD. 2010년 9월 9일에 원본 문서에서 보존된 문서. 2010년 9월 1일에 확인함.